# ترا فان بیلن
ترا فان بیلن (به انگلیسی: Tera van Beilen) (زادهٔ ۳۰ مارس ۱۹۹۳) شناگر اهل کانادا است.